# Linda Park (personaje)
Linda Park (también Linda Park-West) es un personaje ficticio en el Universo DC. Su primera aparición fue en Flash (vol. 2) # 28. Linda es una periodista coreana-americana. Es más conocida como la esposa del Flash Wally West.
Linda Park hizo su aparición en vivo en la primera y segunda temporada de The Flash interpretada por Malese Jow. Su contraparte de Tierra-2 se convirtió en Doctora Luz.

## Historia
Linda Park es una reportera de televisión de la ciudad de Keystone y que trata regularmente con Flash, quien le desagrada. Durante su primera reunión, acosa constantemente a Flash por los últimos miles de dólares en daños a la propiedad causados por su batalla con el Hombre Porcupine. A pesar de esto, Linda y Wally se hicieron amigos en su primer trabajo para la Keystone City KFMB Canal 4, cuando se unieron para investigar el rancho de la Iluminación Celestial, una estafa espiritual-retiro. Después de Wally ayudó a Linda acuerdo con su aparente posesión por el espíritu de una de 800 años de edad, llamado bardo irlandés Seamus O'Relkig, se hicieron cerca y pronto comenzaron a salir. El amor de Flash por Linda lo ha traído muchas veces a partir de la fuerza de la velocidad. Después de muchos obstáculos, como Wally casi ser asesinado por el Zoom y Linda de ser secuestrada y todo recuerdo de su borrado por Abra Kadabra (la última que requiere la ayuda de una versión alternativa de Wally para volver a casa y convencer a Kadabra para revertir el hechizo) -se casaron.
Con el tiempo se convirtió en uno de los anfitriones del programa de televisión The Scene, que es similar al programa (la vida real) The View. Sus coanfitriones incluyen Vicki Vale, Tawny Young, y Lia Briggs. Dos episodios fueron mostrados en el que se entrevistó a Wonder Woman en su carrera, que se muestra en ese cómic título. Poco después, Linda dejó su carrera de periodismo, su relación con Wally haber hacía incapaz de conciliar el público de derecho a saber contra el azar los superhéroes para resolver una situación antes de la gente comenzó a entrar en pánico, en vez estudiar medicina con la intención de convertirse en pediatra.
Linda pronto quedó embarazada de gemelos, pero durante los primeros meses de su embarazo fue atacada por Zoom, que se la llevó a abortar a los gemelos. Después de cerrar fue derrotado, Wally le preguntó el Espectro (cuyo anfitrión de este momento fue toda la vida de Wally amigo Hal Jordan) para eliminar la identidad del Flash de todo el mundo, pero el aumento de la falta de control del espectro de Jordania entiende que incluso Wally y Linda se olvidó de que era el Flash. Después de que ella recordaba, Linda fue a replantearse su vida. Regresó a Wally después de tomar un tiempo lejos. Una batalla más tarde entre Zoom y Flash espontánea restaurada su embarazo cuando el zoom y flash viajado atrás en el tiempo a la batalla original, zoom sin querer tomar el peso de la explosión sónica generada por su propio pasado y por lo tanto la protección de Linda de lo peor del ataque, y ella dio a luz a los gemelos a su regreso de Wally para el futuro.
En Infinite Crisis # 4, una batalla con Superboy-Prime causó que Wally desapareciera. Él apareció frente a Linda, diciéndole que está desapareciendo. Sosteniendo los gemelos, Linda besó a Wally mientras desaparecían. Más tarde se reveló por Bart Allen, devuelto por la fuerza de la velocidad, que Linda todavía está vivo, aunque sea en una realidad alternativa que viven en su versión de Keystone City, donde el tiempo fluye aparentemente más rápido (como se muestra por Bart reaparecer en IC # 5, donde a partir de su punto de vista, había pasado cuatro años). Allí, ella está criando a sus gemelos con su marido.
Recientemente, siete miembros de la Pre-Crisis Legion of Super-Heroes fueron descubiertos en el siglo 21 por la Liga de la Justicia de América. Los siete legionarios fueron enviadas en el tiempo en una misión secreta, en la que se utilizan siete pararrayos, lo que le caiga un rayo, matando a un miembro y resucitar otra. La Legión tuvo éxito en su misión, y, sorprendentemente, los siete legionarios sobrevivió. Sin embargo, no fue un regalo inesperado. Wally, Linda, y los gemelos lograron 'montar' el relámpago y volver a su planeta natal, vivo y bien. En All Flash # 1, los nombres de los gemelos West se revelan como Iris y Jai.
En The Flash # 231, se revela que, a partir de tres meses después de su "exilio", la familia West había estado viviendo en un planeta alienígena que previamente habían sido salvados por el flash. Linda ha ampliado sus conocimientos médicos con la ciencia avanzada de los extraterrestres, ganando así las habilidades necesarias para estabilizar los poderes relacionados con la velocidad de sus hijos.
En "The Flash: Renacimiento" miniseries, Linda al parecer ha vuelto a su carrera como periodista, ya que informa sobre las fiestas en honor del regreso de Barry Allen.
Linda y sus hijos forman parte de la célula de la resistencia pequeñas que operan en el "Salón de la Justicia" durante los acontecimientos de la Crisis Final.

## Apariciones en otros medios

### Televisión
- Una periodista llamada Linda Park hace una breve aparición en el episodio piloto de The Flash, serie de acción en vivo de la década de los noventa, interpretada por Mariko Tse. Ella es vista preguntando al departamento de policía de Ciudad Central sobre cómo harán frente a los recientes ataques de pandillas. Sin embargo, no hay ninguna relación con el Flash de la serie, debido principalmente a que este es Barry Allen y Wally West nunca aparece, además esta versión de Linda Park parecía ser mucho mayor que su contraparte de los cómics.
- Linda Park aparece en un episodio de Liga de la Justicia Ilimitada ("Flash y Sustancia") como una reportera que cubre la apertura del Museo de Flash. Aunque trata de ocultarlo, ella en realidad está enamorada de Flash (una característica que contrasta con la versión del cómic). Fue interpretada por Kim Mai Visitante.
- Linda Park es reportera de noticias de Central City en Arrow y el episodio piloto de The Flash, interpretado por Olivia Cheng. Linda luego se convierte en un personaje recurrente en The Flash, interpretada por Malese Jow. La versión de Jow del personaje debuta en el episodio de la primera temporada "Crazy For You" cuando conoce a Barry Allen en un bar y le da su número de teléfono. Linda y Barry salen brevemente, pero ella se da cuenta de sus sentimientos por su compañera de trabajo Iris West e intenta terminar la relación. Barry la convence de que ya no siente nada por Iris, pero luego rompe la relación cuando cree que Iris corresponde a sus sentimientos. En la temporada 2, se ve a Linda felicitando a Iris por su historia de primera plana. Más tarde, Linda es atacada por su contraparte de Tierra-2, la Dra. Luz, una ladrona superpoderosa que fue enviada por Zoom para matar a Flash. La villana tiene como objetivo matar a su contraparte de Tierra-1 y asumir su identidad para escapar del control de Zoom, pero su plan falla. Ella es derrotada por Flash, pero escapa del cautiverio sin su disfraz.[6] Flash convence a la Tierra-1 Linda de usar el disfraz de Dr. Light para ayudar a atrapar a Zoom, revelando su identidad como muestra de su confianza en ella. El plan falla y Zoom secuestra a Linda para desafiar a Barry. Luego, Linda se muda a Ciudad Costera.

### Miscelánea
- En una serie de novelas para niños basadas en la serie animada Justice League, Linda Park aparece en Justicia Roja de Michael Teitelbaum. Ella tiene una cita con Wally West, que termina mal debido a la incapacidad de este último para concentrarse.
- Linda reaparece en el # 38 de Justice League Adventures, donde se las arregla para hacer que Flash tenga una cita con ella, al tiempo que reconoce su olvido de sus sentimientos antes. Linda también dispone de Aventuras en el Universo DC, jugando un papel importante en varios aspectos.